# 春日學
春日 學 （かすが まなぶ、1915年（大正4年）12月19日 - 1993年（平成5年）2月5日）は、昭和期の音楽家であり、全日本吹奏楽連盟理事長、日本吹奏楽指導者協会会長を務めた。名が 学 と表記されることもある。

## 経歴
大正4年(1915年)、長野県伊那市に生まれる。
昭和7年(1932年)横須賀海兵団軍楽隊入隊。チューバを担当する。昭和12年(1937年)海軍省委託学生として東京音楽学校(現東京芸術大学)で学び、昭和14年(1939年)修了。その後も昭和18年(1943年)まで学び続ける。昭和20年(1945年)横須賀海兵団軍楽隊の教官(階級は海軍軍楽兵曹長)で終戦を迎える。
戦後、昭和28年(1953年)に大臣官房人事部の技術嘱託職員として郵政省に採用され、郵政中央吹奏楽団の指揮者に就任し、昭和38年(1963年)まで指導する。この期間中、郵政中央吹奏楽団のほか、諏訪精工舎吹奏楽団、千修吹奏楽団など職場バンドの指導と指揮を務め、吹奏楽コンクールに出場する。全日本吹奏楽コンクールには、郵政中央吹奏楽団を2回、諏訪精工舎吹奏楽団を1回導く。
その後、東京都吹奏楽連盟や東京都職場吹奏楽連盟等の設立、全日本吹奏楽連盟の社団法人化、東南アジア吹奏楽指導者協会(現アジア・太平洋吹奏楽指導者協会)の設立に関わり尽力した。昭和45年(1970年)JBAアメリカ吹奏楽視察団の一員としてミッドウェスト・クリニックに参加し、ミッドウエスト・ディレクターズ・オーケストラの客演指揮者を務めた。
全日本吹奏楽連盟や日本吹奏楽指導者協会などの吹奏楽関連団体の要職を務め、日本のみならずアジア、環太平洋地域の吹奏楽の発展に寄与した。
平成5年(1993年)2月5日、逝去。

## 略歴
- 昭和40年(1965年) - 昭和47年(1972年) 東京都吹奏楽連盟理事長
- 昭和48年(1973年)1月 - 昭和60年(1985年)3月 日本吹奏楽指導者協会理事長
- 昭和48年(1973年) - 昭和57年(1982年) 全日本吹奏楽連盟会長
- 昭和53年(1978年) - 平成5年(1993年)2月アジア・太平洋吹奏楽指導者協会初代会長
- 昭和58年(1983年)5月 全日本吹奏楽連盟名誉会長
- 昭和58年(1983年) - 平成5年(1993年)2月 アメリカ吹奏楽指導者協会名誉会員[8]
- 昭和60年3月(1985年) - 平成5年(1993年)2月 日本吹奏楽指導者協会(JBA)第7代会長

## 主な受賞
- 昭和20年(1945年) - 勲七等
- 昭和56年(1981年) - 藍綬褒章(内閣府)
- 昭和62年(1987年) - 勲四等瑞宝章(内閣府)